# Gare de St Helier
La gare de St Helier (en anglais : St Helier railway station, est une gare ferroviaire de la Sutton Loop Line (en), en zone 4 Travelcard. Elle  est située sur la Green Lane  à St Helier (en) dans le borough londonien de Merton sur le territoire du Grand Londres.
C'est une gare Network Rail desservie par des trains Thameslink et Southern.